# Бенефис Ларисы Голубкиной
«Бенефис Ларисы Голубкиной» — телевизионный фильм-спектакль, бенефис актрисы театра и кино Ларисы Голубкиной, поставленный режиссёром Евгением Гинзбургом по мотивам пьесы Бернарда Шоу «Пигмалион».

## Сюжет
Профессор-лингвист Хиггинс случайно знакомится с продавщицей цветов Элизой Дулиттл. Он спорит со своим другом полковником Пикерингом, что за короткий срок сможет сделать из простушки настоящую леди. Девушка воспитанная улицей, которая разговаривала на страшном жаргоне, после нескольких уроков полностью преображается.

## В ролях
- Лариса Голубкина — Элиза Дулиттл
- Александр Ширвиндт — Хиггинс
- Владимир Зельдин — Пикеринг
- Наталья Фатеева — миссис Хиггинс
- Людмила Гурченко — миссис Пирс
- Ольга Аросева — миссис Эйнсфорд Хилл
- Наталья Селезнева — Клара
- Михаил Державин — Фредди
- Владимир Сошальский — Альфред Дулиттл
- Валентин Манохин — Таксист / лакей / рефери / король / парень с гитарой
- Георгий Тусузов
- Балетная группа «Бенефис»
- Ирина Грибулина
- Александр Мухатаев
- ВИА «Голубые Гитары» п/у Игоря Гранова
- ВИА «Весёлые ребята» п/у Павла Слободкина
- Инструментальный Ансамбль п/у Леонида Чижика
- Савелий Крамаров — камео
- Вера Васильева — камео
- Сергей Мартинсон — камео

## Съёмочная группа
- Автор сценария: Борис Пургалин
- Режиссёр: Евгений Гинзбург
- Аранжировка музыки: Николай Друженков, Игорь Кадомцев, Александр Мукосей, Павел Слободкин
- Балетмейстер: Валентин Манохин
- Запись музыки: Владимир Виноградов
- Авторы: Бернард Шоу, Пётр Чайковский, Роберт Бёрнс, Тихон Хренников, Александр Гладков, Исаак Дунаевский, Василий Лебедев-Кумач, Никита Богословский, Владимир Агатов, Геннадий Подэльский, Сергей Есенин, Александр Флярковский, Леонид Дербенёв, Давид Тухманов, Игорь Шаферан, Владимир Харитонов, Пол Маккартни, Станислав Ковалевский, Борис Пургалин, Имре Кальман, Валерий Зубков, Густав Надо, Ирина Грибулина, Леонид Гарин, Николай Минх, Александр Безыменский, Николай Друженков и один неизвестный автор

## Музыкальные номера
- «Наша королева» (русский вариант песни «Mrs Vandebilt» Пола Маккартни). Исп. ВИА «Весёлые ребята» // «Наша королева прямо хоть куда» // Ещё один вариант начинается словами «Грянет гром над головой и все вокруг спешат домой»
- «Лайди-лайди» (русский вариант песни «Przy Dolnym Mlynie» польского ансамбля «Trubadurzy[пол.]») // «Однажды-однажды девчонку-невесту король издалека привез в королевство»
- «Песенка о Капитане» (сл. Василия Лебедева-Кумача, муз. Исаака Дунаевского, из фильма «Дети капитана Гранта»). Исп. Владимир Зельдин // «Жил отважный капитан, он объездил много стран»
- «Язык поэта». Исп. Александр Ширвиндт // «Язык Шекспира, Гёте и Толстого как много в нём поистине земного»
- «Королева» (стихи Сергей Есенин, муз. Геннадия Подэльского) Исп. Лариса Голубкина и Валентин Манохин // «Пряный вечер, гаснут зори, по траве ползёт туман»
- «Вечер» (дуэт Лизы и Полины «Уж вечер» из оперы П. И. Чайковского «Пиковая дама», стихи Василия Жуковского) // «Уж вечер… облаков померкнули края»
- «Надо умываться». Исп. Людмила Гурченко // «Простите, джентльмены, она ещё не леди»
- «Песенка мусорщика Дулиттла» // «В своем обличии таком мы пыльным выглядим мешком»
- «Японский вокализ»
- «Всё хорошо, прекрасная маркиза» // «Алло, алло, какие вести, давно я дома не была»
- «Колыбельная Светлане» (фрагмент фильма «Гусарская баллада») // «Лунные поляны, ночь как день светла, спи моя Светлана, спи, как я спала»
- «Пастушок» (стихи Роберта Бёрнса) // «Брела я вечером пешком и повстречалась с пастушком»
- «Я дочь молодого драгуна» (стихи Роберта Бёрнса из цикла «Весёлые нищие» («The Jolly Beggars», 1785) в переводе Эдуарда Багрицкого, муз. неизвестного автора). Исп. Ольга Аросева // «И я была девушкой юной, сама не припомню когда»
- «Шаланды, полные кефали» (сл. Владимира Агатова, муз. Никиты Богословского). Исп. Лариса Голубкина, Александр Ширвиндт // «Шаланды, полные кефали, в Одессу Костя приводил»
- «Хромой король». Исп. Наталья Фатеева // «Король какой, не все равно ли был и разумен и удал»
- «Листопад». Исп. Лариса Голубкина, Михаил Державин // (слова Владимир Харитонов, музыка Давид Тухманов // «Ты мне танец обещала в этот листопад»
- «Давным-давно» (фрагмент фильма «Гусарская баллада») // «Меня зовут юнцом безусым, Мне это, право, всё равно»
- «Нет, не годится навек терять года» (музыка Исаака Дунаевского из фильма «Весёлые ребята»). Исп. Владимир Зельдин.
- «Поедем» (из оперетты Имре Кальмана «Марица») // «Не смейтесь, девица, я должен жениться»
- «Колдовство» (слова Леонид Дербенёв, музыка Александр Флярковский // «Твои глаза как два тумана, как два прыжка из темноты»
- «Сердце любить должно» (сл. Игоря Шаферана, муз. Давида Тухманова, из фильма «Эта весёлая планета») // «Как хорошо, что есть среди других планет планета эта»
- В телефильме используются фрагменты художественного фильма Эльдара Рязанова «Гусарская баллада», в котором Лариса Голубкина сыграла роль Шурочки Азаровой

## Премии
- Фестиваль «Сопот-77», приз «Янтарная волна»[1]